# Not as We
Not as We è un singolo della cantautrice canadese Alanis Morissette, pubblicato nel 2008 ed estratto dal suo settimo album in studio Flavors of Entanglement.

## Il brano
Il brano è stato scritto da Alanis Morissette e Guy Sigsworth e prodotto da quest'ultimo.
È stato lanciato nella colonna sonora dell'episodio 97 secondi (st. 4; ep. 3) di Dr. House - Medical Division.

## Tracce
- CD Singolo

1. Not as We (Radio Edit)
2. Not as We (Album Version)